# Ultra Street Fighter II: The Final Challengers
Ultra Street Fighter II: The Final Challengers är ett slagsmålsspel utvecklat och utgivet av Capcom till Nintendo Switch. Det släpptes internationellt den 26 maj 2017 och är en uppdaterad version av Super Street Fighter II Turbo från 1994. Spelet har två grafiska stilar, klassisk pixelkonst och uppdaterad high definition-konst. Nya spelmekaniker och lägen introducerades också, samt några mindre ändringar i spelets balans.
Spelet sålde bra och hade en positiv inverkan på Capcoms finansiella resultat 2017.